# Combretum erythrophyllum
Combretum erythrophyllum là một loài thực vật có hoa trong họ Trâm bầu. Loài này được (Burch.) Sond. mô tả khoa học đầu tiên năm 1850.